# Discocactus horstii
Discocactus horstii är en kaktusväxtart som beskrevs av Albert Frederik Hendrik Buining och Brederoo. Discocactus horstii ingår i släktet Discocactus och familjen kaktusväxter. Inga underarter finns listade i Catalogue of Life.

## Bildgalleri

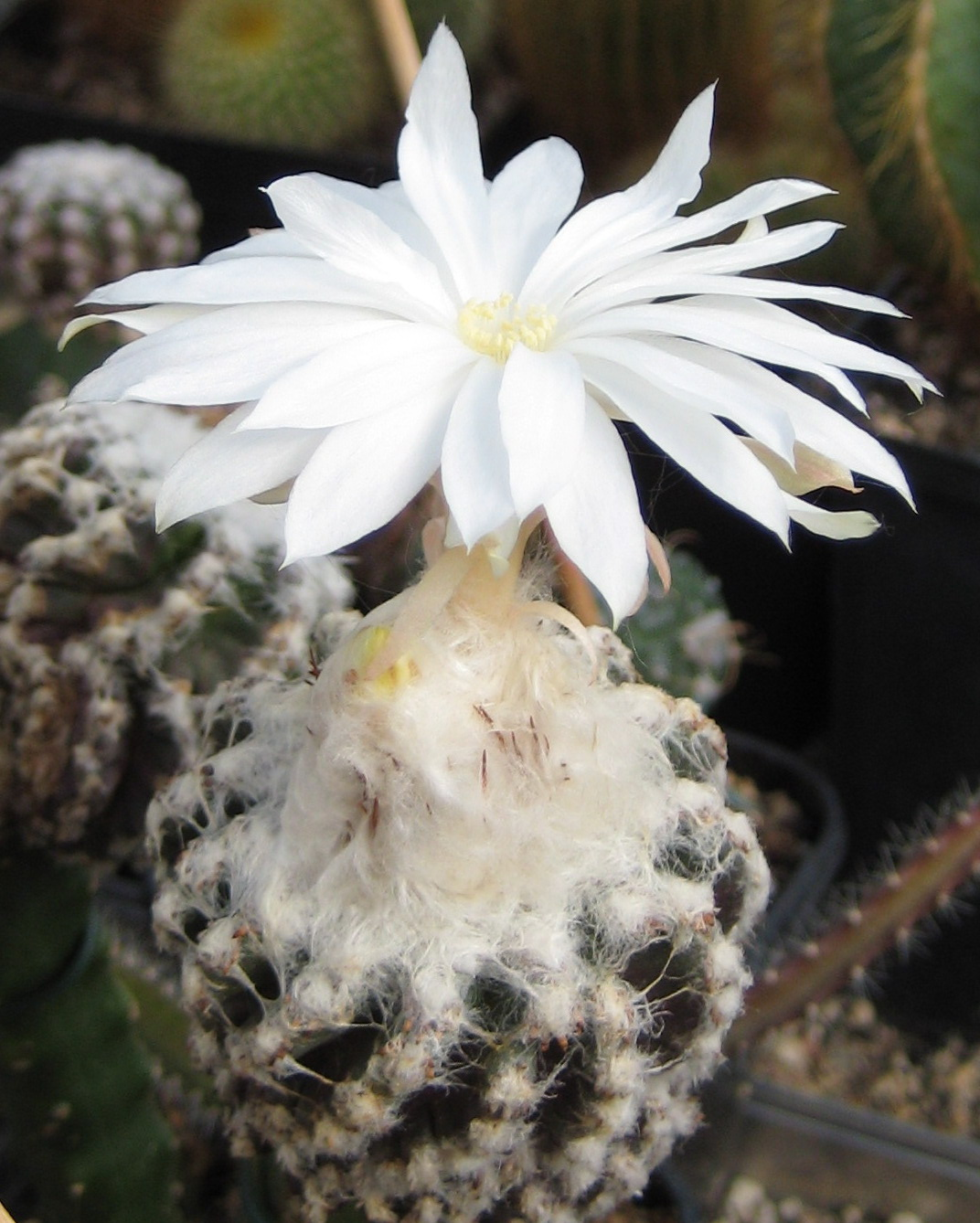